# غلين فريمان
غلين فريمان (بالإنجليزية: Glenn Freeman)‏ هو سياسي أمريكي، ولد في 17 يوليو 1933، وتوفي في 7 يونيو 2014 في كوربن في الولايات المتحدة. حزبياً، نشط في الحزب الديمقراطي.